# 大分県のケーブルテレビ局一覧
大分県のケーブルテレビ局一覧は大分県をサービス地域に含むケーブルテレビ局の一覧である。

## 県内のケーブルテレビ局
- 大分ケーブルテレコム（OCT）：大分市
- 大分ケーブルネットワーク（OCN）：大分市
- CTBメディア（CTB）：別府市
- KCVコミュニケーションズ：日田市
- ケーブルテレビ佐伯（CTS）：佐伯市
  - 上浦ケーブルテレビ※CTS経由（テレビ・インターネット）
  - 宇目ケーブルテレビ※CTS経由（テレビ・インターネット）
  - ケーブルテレビかまえ※CTS経由（テレビ・インターネット）
  - 直川ケーブルテレビ※CTS経由（テレビ・インターネット）
  - 本匠ケーブルテレビ（ホタル）※インターネットのみCTS経由
  - 弥生ケーブルテレビ※インターネットのみCTS経由
  - ケーブルテレビつるみ※インターネットのみCTS経由
  - 米水津ケーブルテレビ※インターネットのみCTS経由
- 中津市ケーブルネットワーク（なかつふるさとチャンネル）：中津市（旧下毛郡域）
- 北大ケーブル情報センター（中津ケーブルテレビ）：中津市
- 東九州放送：宇佐市
- 姫島村ケーブルテレビ（ケーブルテレビ姫島）：姫島村
- 豊後高田市ケーブルネットワーク施設：豊後高田市
- 国東市ケーブルテレビセンター：国東市
- 杵築市ケーブルネットワーク（KDT杵築ど～んとテレビ）：杵築市
- 東大分システム：大分市 佐賀関
- 臼杵市ケーブルネットワーク（U-net）：臼杵市
- 日田市情報センター：日田市
- 玖珠テレビ組合：玖珠町
- 豊後大野市ケーブルテレビ：豊後大野市大野町田中
- ここのえケーブルテレビ：九重町(KCT)
- たけたケーブルテレビ：竹田市

## 備考

### 県外の地上デジタル再送信
2022年4月時点で再送信されている局。現在大分県には3局しかなく、そのうちのテレビ大分は日本テレビ系列（NNN・NNS）とフジテレビ系列（FNN・FNS）のクロスネット加盟局であることなどを踏まえ、福岡県の系列局で何れもフルネットである福岡放送（日本テレビ系列）とテレビ西日本（フジテレビ系列）、さらにTXN系列（テレビ東京系列）であるTVQ九州放送を含めて区域外再放送し疑似的に5系列の体制を整えている。
なお、KCVコミュニケーションズと中津市ケーブルネットワークおよび豊後高田市ケーブルネットワークを除く各局はアナログ放送時代にRKB毎日放送（TBSテレビ系列）と九州朝日放送（テレビ朝日系列）も再放送の対象としていたが、それぞれ大分放送・大分朝日放送と内容が大幅に重複することなどから多くは2016年3月までで再放送を取り止めている。
在福民放5局（九州朝日放送・RKB毎日放送・福岡放送・TVQ九州放送・テレビ西日本）再送信
- KCVコミュニケーションズ
- 中津市ケーブルネットワーク
- 豊後高田市ケーブルネットワーク施設

在福民放局のうち福岡放送・TVQ九州放送・テレビ西日本を再送信
- 大分ケーブルテレコム
- 大分ケーブルネットワーク
- CTBメディア
- 杵築市ケーブルネットワーク
- 国東市ケーブルテレビセンター
- 臼杵市ケーブルネットワーク
- ここのえケーブルテレビ
- ケーブルテレビ佐伯